# Karl Gustaf Sjödin
Karl Gustaf Erik Sjödin, född 9 april 1948 i Åre, är en svensk före detta riksdagsledamot för Ny demokrati som representerade Västernorrlands läns valkrets under mandatperioden 1991–1994. Sjödin var ordinarie ledamot i justitieutskottet. Karl Gustaf Sjödin gjorde snabb karriär inom svensk politik. Den 20 juni 1991 blev han för första gången medlem i ett politiskt parti, Ny Demokrati. Tre månader senare blev han invald i riksdagen på partiets så kallade Norrlandslista.
Innan han blev riksdagsledamot arbetade han som kriminalinspektör och bodde i Gammelstad. I riksdagen föreslog Karl Gustaf Sjödin bland annat i november 1992 en ny kommission för utredning av Palmemordet.
Under riksmötet 1992–1993 väckte Socialdemokraterna frågan om inrättandet av en speciell polisenhet för ekonomisk brottslighet, och i justitieutskottets behandling initierade Karl Gustaf Sjödin en överenskommelse med Socialdemokraterna, vilket ledde till skapandet av Rikskriminalpolisens speciella sektion för detta, Finanspolisen, som började arbeta 1 mars 1993.
År 1994 var han valobservatör i Ukraina. Efter Ny demokratis förlust av alla platser i riksdagen samma år lämnade han politiken och återvände till sitt arbete som polis. I valet 2006 kandiderade han dock för kristdemokraterna till riksdagen.